# Championnats du monde de cyclisme sur route juniors 2010
Navigation
Édition précédente Édition suivante
Les Championnats du monde de cyclisme sur route juniors 2010 ont eu lieu du 6 au 8 août 2010 à Offida en Italie.
Ces championnats sont dominés par les cyclistes français vainqueur de 3 médailles dont 2 titres.

## Palmarès masculin

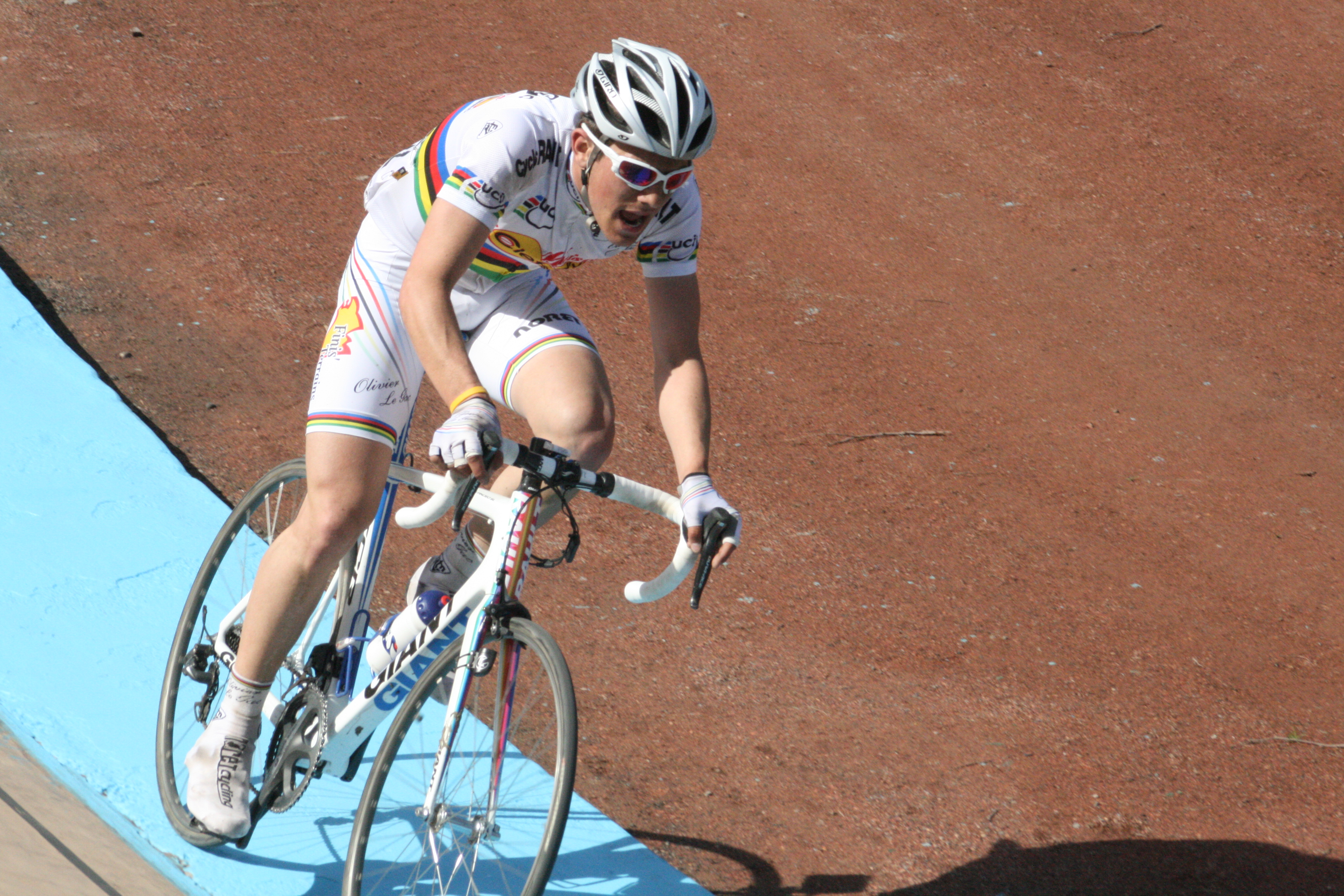
Olivier Le Gac, vếtu du maillot de champion du monde junior, à l'arrivée du Paris-Roubaix juniors 2011

| Épreuves         | Or             | Or             | Argent          | Argent | Bronze          | Bronze |
| Course en ligne  | Olivier Le Gac | 3 h 32 min 5 s | Jay McCarthy    | à 3 s  | Jasper Stuyven  | à 3 s  |
| Contre-la-montre | Bob Jungels    | 40 min 5 s     | Jasha Sütterlin | à 27 s | Lawson Craddock | à 28 s |

## Palmarès féminin
| Épreuves         | Or                     | Or              | Argent                 | Argent | Bronze       | Bronze |
| Course en ligne  | Pauline Ferrand-Prévot | 2 h 31 min 47 s | Rossella Ratto         | m.t.   | Coryn Rivera | m.t.   |
| Contre-la-montre | Hanna Solovey          | 21 min 30 s     | Pauline Ferrand-Prévot | à 5 s  | Amy Cure     | à 12 s |

## Tableau des médailles
| Rang  | Nation     | Or | Argent | Bronze | Total |
| ----- | ---------- | -- | ------ | ------ | ----- |
| 1     | France     | 2  | 1      | 0      | 3     |
| 2     | Luxembourg | 1  | 0      | 0      | 1     |
| 2     | Ukraine    | 1  | 0      | 0      | 1     |
| 4     | Australie  | 0  | 1      | 1      | 2     |
| 5     | Allemagne  | 0  | 1      | 0      | 1     |
| 5     | Italie     | 0  | 1      | 0      | 1     |
| 7     | États-Unis | 0  | 0      | 2      | 2     |
| 8     | Belgique   | 0  | 0      | 1      | 1     |
| Total | Total      | 4  | 4      | 4      | 12    |